# Gan (thực phẩm)

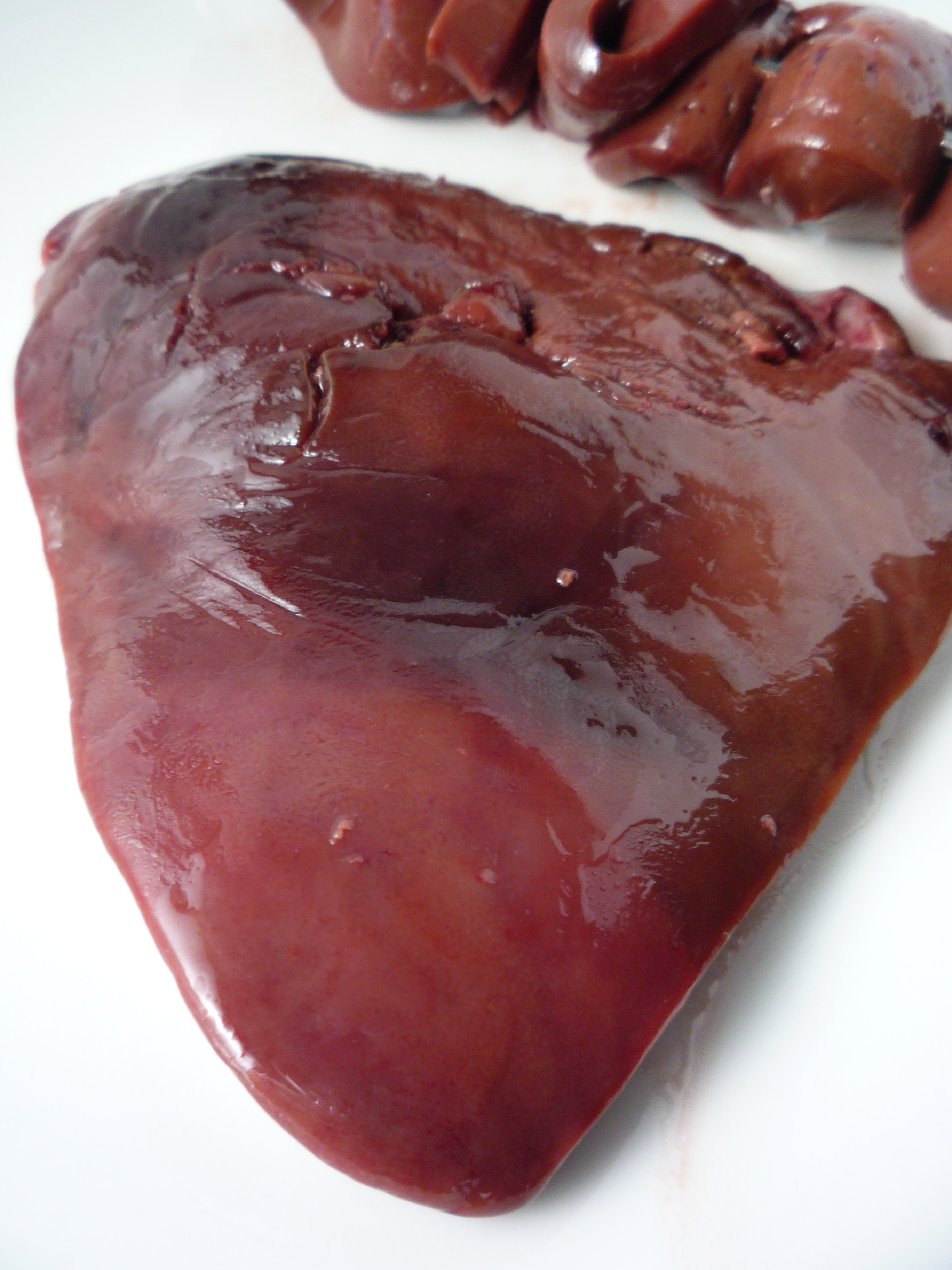
Một bộ gan gia súc

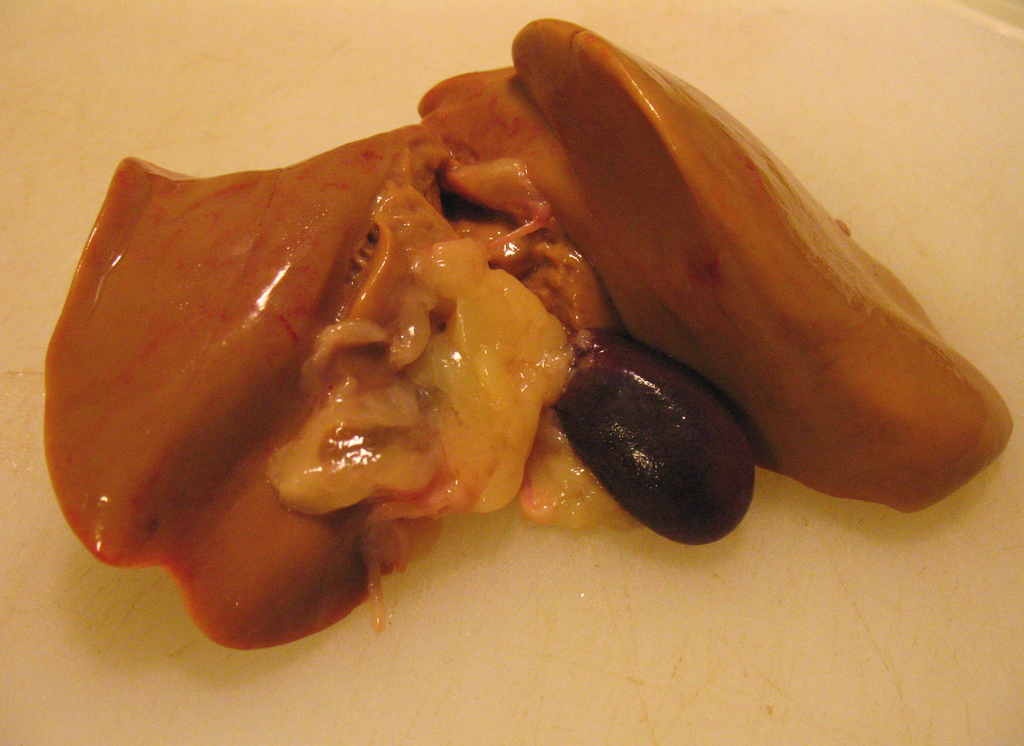
Một bộ gan gà

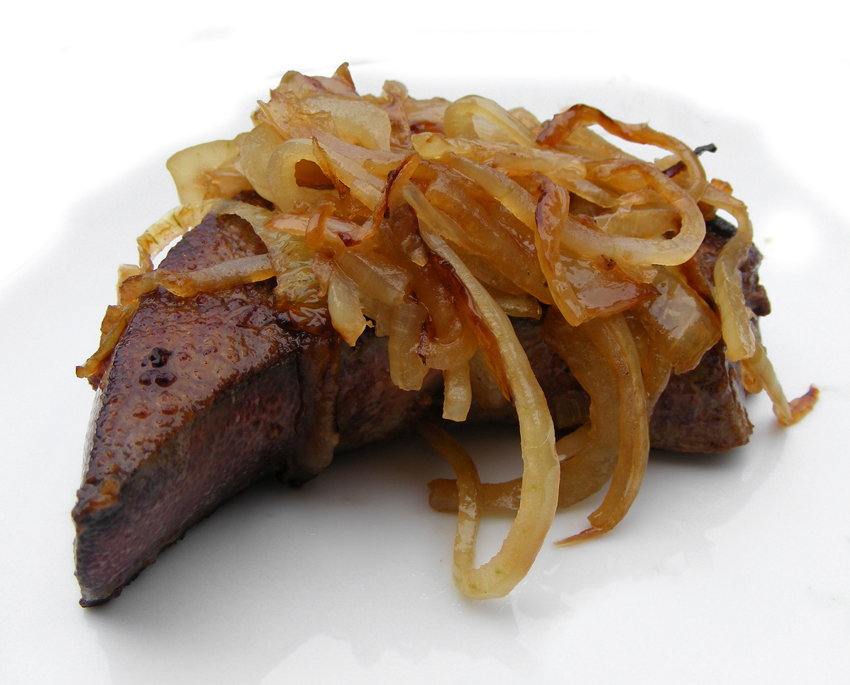
Một miếng gan xào

Gan của các loài động vật có vú (gia súc, vật nuôi), các loại gia cầm (gà, vịt, ngỗng), các loại cá và một số động vật khác thường được sử dụng như một loại thức ăn phổ biến của con người (nội tạng). Nguồn nguyên liệu cho thực phẩm gan phổ biến từ các loài vật được chăn nuôi như lợn nhà, bò, cừu, bê, gà, vịt, ngỗng và được bài bán rộng rãi tại các chợ, những lò mổ gia súc và các siêu thị.

## Thực phẩm
Gan có thể chế biến bằng nhiều hình thức đa dạng như: Gan xào, nướng, luộc, chiên, bóp, gỏi thậm chí là ăn sống (ẩm thực Liban, món gan sashimi...). Ngoài ra gan còn được sử dụng làm nguyên liệu của món Gan xay (Páte) hoặc có thể được kết hợp với miếng thịt hoặc thận. Xúc xích gan như Braunschweiger và liverwurst cũng được một món ăn ngon và giá trị. Gan còn dùng để chiết xuất để lấy dầu như dầu gan cá thu, dầu gan cá mập...
Gan động vật giàu sắt (Fe) và vitamin A, và dầu gan cá tuyết thường được sử dụng như là một chế độ ăn uống bổ sung để bồi bổ cơ thể. Một số gan cá có giá trị như thực phẩm, đặc biệt là gan cá đuối gai độc nó được sử dụng để chuẩn bị các món ngon. Ở Việt Nam thông dụng có các món gan gà hay gan heo. Trong thực đơn của một số quán cơm bụi có món lòng trong đó bao gồm một cái gan gà, mề gà, tim ga mà một đoạn lòng tất cả quấn lại thành một bộ. Tuy nhiên một số gan của các loài động vật có thể gây ngộ độc thực phẩm dẫn đến tử vong như gan cá nóc, gan cóc...
Về hàm lượng đạm: Đứng đầu bảng về hàm lượng đạm là gan lợn. Trong 100g gan lợn có 18,9g đạm, tiếp đó là gan gà, gan bò, gan vịt. Về hàm lượng vitamin, trong 100g gan gà có 6.960mcg vitamin A, trong gan lợn là 6.000mcg, trong gan bò có 5.000mcg. Chất sắt: Gan lợn, bò, gà cũng đứng đầu về hàm lượng chất sắt với tỷ lệ tương ứng trong 100g đối với mỗi loại là 12g, 9g, 8g.

## Các loại chất
| Một số đơn vị               |         |            |             |               |            |
| Bestandteile je 100 g Leber | Einheit | Kalbsleber | Rinderleber | Schweineleber | Schafleber |
| Feuchtigkeit                | g       | 71         | 70          | 72            | 70         |
| Protein (Eiweiß)            | g       | 19         | 19,5        | 21            | 21         |
| Chất béo                    | g       | 4,1        | 3,4         | 5,0           | 4,0        |
| Đường glycogen              | g       | 4,1        | 5,3         | 1,0           | 3,0        |
| Mineralstoffe               | g       | 1,4        | 1,5         | 1,4           | 1,4        |
| Natrium                     | mg      | 87         | 120         | 77            | 95         |
| Kalium                      | mg      | 316        | 330         | 360           | 282        |
| Calcium                     | mg      | 9          | 6           | 7             | 4          |
| Magnesium                   | mg      | 19         | 21          | 23            | 20         |
| Eisen                       | mg      | 8          | 7           | 18            | 12         |
| Phosphor                    | mg      | 306        | 350         | 410           | 364        |
| Kupfer                      | mg      | 6          | 3,2         | 1,3           | 7,6        |
| Mangan                      | mg      | 0,28       | 0,33        | 0,30          | 0,30       |
| Vitamin A                   | mg      | 28         | 18          | 36            | 9,5        |
| Vitamin B1                  | mg      | 0,28       | 0,30        | 0,33          | 0,36       |
| Vitamin B2                  | mg      | 2,6        | 3,0         | 3,2           | 3,3        |
| Vitamin C                   | mg      | 35         | 32          | 23            | 31         |
| Vitamin E                   | mg      | 0,24       | 0,74        | 0,56          | -          |
| Cholesteron                 | mg      | 360        | 260         | 350           | 312        |
| Energiewert                 | kJ      | 549        | 547         | 549           | 558        |
| Energiewert                 | kcal    | 130        | 130         | 130           | 132        |

## Khuyến cáo

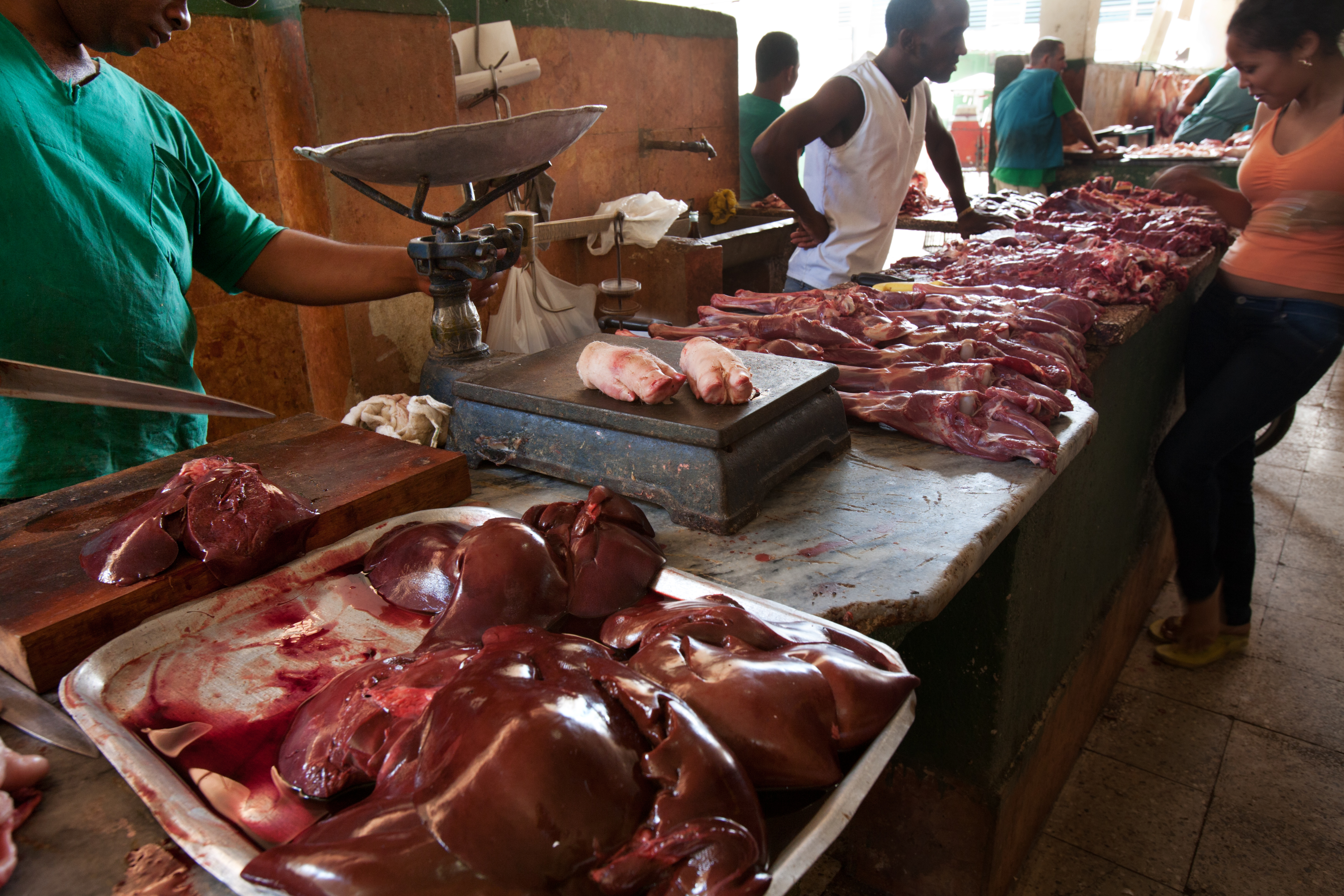
Không nên ăn nhiều gan vì dễ tích độc

Có thời gian người ta cho rằng ăn gan rất độc vì gan là nơi thải lọc độc tố trong cơ thể. Sự thực ăn gan rất tốt. Với các hàm lượng đạm, sắt, vitamin đáng kể như vậy, gan đặc biệt tốt cho trẻ em thiếu máu suy dinh dưỡng. Theo đó, không nên ăn gan động vật vì gan là bộ phận lọc chất độc của cơ thể, chất độc tích tụ nhiều trong gan và rằng tuy gan chứa nhiều vitamin A và chất sắt, nhưng gan động vật rất dễ nhiễm các loại ký sinh trùng như sán lá gan, độc tố của vi khuẩn, virút và nấm mốc như độc tố aflatoxin gây ung thư gan, các chất độc khác có thể tích lại ở gan trong quá trình khử độc như thuốc kháng sinh sử dụng trong chăn nuôi.  Vậy là nên ăn gan hay không nên ăn gan?